# 脳を活かす勉強法
脳を活かす勉強法（のうをいかすべんきょうほう）とは2007年12月7日にPHP研究所から出版された書籍の名称。著者は茂木健一郎。この書籍は2008年のオリコン調べのビジネス書部門での推定売上が一位であった。2010年5月17日にはコミック版が、2010年9月1日には文庫版が発売。

## 概要
これは茂木健一郎の定めた勉強法が書かれている書籍であり、これによって集中力や記憶力などが増すとしている。脳には喜びの回路というものが存在しており、これが一度回りだせばあとは雪だるま式に勉強の成果が上がるなどとしている。この勉強法への入り口にはドーパミンによる強化学習のサイクルを回すきっかけが重要であり、これは何でもよく自分の興味を持ったことでいいとのこと。例えばパソコンゲームに興味を持って遊んでいただけだった者が、やがてはコンピュータの仕組みにまでも興味の幅が広がるといった形にである。茂木健一郎本人は物理学に興味を持っているが、これは本人が行っていた昆虫採集からであるとのこと。昆虫採集から自然そのものに興味の対象が移り、やがて磁石にたどり着き物理学に興味を持ち始めたとのこと。